# Mesoptychia sahlbergii
Mesoptychia sahlbergii är en bladmossart som först beskrevs av Lindb. et Arnell, och fick sitt nu gällande namn av Alexander William Evans. Mesoptychia sahlbergii ingår i släktet Mesoptychia och familjen Jungermanniaceae. Inga underarter finns listade i Catalogue of Life.